# Міс Петтігрю живе одним днем
Міс Петтігрю живе одним днем — комедійний фільм 2008 року.

## Сюжет
Міс Петтігрю (Френсіс Макдорманд), знедолена гувернантка, яку щойно звільнили з четвертої роботи, і справді живе одним днем – і яким!

## У ролях
| Актор               | Роль                        |
| ------------------- | --------------------------- |
| Френсіс Мак-Дорманд | міс Гвіневра Петтігрю       |
| Емі Адамс           | Делісія Лафосс / Сара Грабб |
| Лі Пейс             | Майкл Пардю                 |
| Том Пейн            | Філ Голдман                 |
| Марк Стронг         | Нік                         |
| Ширлі Гендерсон     | Едіт                        |
| Кіаран Гайндс       | Джо Бломфілд                |
| Кристіна Коул       | Шарлотта Воррен             |
| Стефані Коул        | міс Голт                    |